# Сирийская арабская армия
Сирийская арабская армия (араб. الجيش العربي السوري‎ — al-Jayš al-ʿArabī as-Sūrī) — вид вооружённых сил (сухопутные войска) Сирийской Арабской Республики.
На начало 2024 года численность составляла 130 тыс. человек.

## Структура
Порядок боевых частей с 2011 года по декабрь 2024:
- Корпус (фалак): 50.000 солдат в 3—4 дивизиях
- Дивизия (фирка): 5000—15.000 солдат в 5—6 бригадах/полках
- Бригада (лива): 2500—3500 солдат в 5—6 батальонах (1—3 бронетанковых/механизированных + артиллерийские, инженерно-сапёрные, противотанковые)
  - Механизированная бригада включает в себя:
    - 105 БМП в 3 механизированных батальонах
    - 41 танк в 1 танковом батальоне
    - 3500 солдат

  - Бронетанковая бригада включает в себя:
    - 105 танков в трёх танковых батальонах
    - 35 БМП в 1 механизированном батальоне
    - 2500 солдат

В состав Сирийской арабской армии входили
5 корпусов (3 армейских, 2 штурмовых), 12 дивизий (3 механизированных, 6 бронетанковых (+1 учебная), 1 спецназа, 1 Республиканской гвардии), 13 отдельных бригад (2 пехотных, пограничной охраны, 2 ракетные («Точка» и «Луна»), ракетная ОТР (Р-11), ракетная береговой обороны, 2 артиллерийские, 2 противотанковые), 10 полков спецназа, 1 отдельный танковый полк.
Резервы: штаб бронетанковой дивизии, 2 танковых, 31 пехотный, 3 артиллерийских полка.

## История

### Участие в гражданской войне в Сирии
После начала гражданской войны Сирийская арабская армия столкнулась с массовым дезертирством личного состава, который попутно разворовывал имущество и военную технику.
Часть офицеров перебежала на сторону повстанцев в ряды Свободной сирийской армии и других формирований;
одним из подобных офицеров стал полковник инженерных войск Хуссейн Хармуш, бежавший в Турцию; там он создал первую группировку светской оппозиции «Движение свободных офицеров».
Ненадёжность суннитов, которые неохотно покидают пределы своей провинции и склонны к переходу на сторону повстанцев, обусловила слабость армейских частей, из-за чего пришлось применять несколько относительно крупных подразделений для затыкания брешей на фронте в разных частях страны. Деградация армии привела к формированию множества местных ополчений численностью до 60 тыс., занимающихся обороной исключительно своих населённых пунктов. Соединения довоенного образца, вроде 11-й бронетанковой дивизии, во многом далеки от заявленных на бумаге характеристик.
Тактическая слабость САА на то время заключалась в полном незнании её военнослужащими современных приёмов войны. В частности, до прихода российских советников сирийцам было неведомо применение ротных и батальонных штурмовых групп. Взаимодействие между сирийскими командирами усложняется клановыми интересами командиров и слабым контролем над войсковыми формированиями (такими как «Пустынные соколы») со стороны правительства, в том числе по причине их значительной финансовой автономности.
Сирийская арабская армия объединяла обычные формирования, силы специального назначения и вспомогательные ополчения. Основными боевыми частями являлась 4-я бронетанковая дивизия, Республиканская гвардия, силы специального назначения и бригады 5-го добровольческого штурмового корпуса; им уделялось наибольшее внимание и обучение. Большинство других формирований были недостаточно укомплектованы, насчитывая примерно 500—1000 человек в бригадах и полках. Россия оказывала помощь в подготовке и перевооружении некоторых подразделений.

## Состав

### 2019
| Подразделения прямого подчинения - 4-я бронетанковая дивизия - 40-я бригада специального назначения - 41-я бригада специального назначения - 42-я бригада специального назначения - 138-я механизированная бригада - 154-й артиллерийский полк - 333-й лёгкий пехотный полк - 555-й лёгкий пехотный полк - 666-й лёгкий пехотный полк - Полк специального назначения «Львы защитники» (сформирован в 2014 году) - Отдельный батальон «Ястребы Али Шели» - 977-й отдельный батальон - 25-я дивизия специального назначения - 16-я штурмовая бригада - Силы специального назначения - Республиканская гвардия - 103-я бронетанковая бригада - 104-я механизированная бригада - 105-я бронетанковая бригада - 124-я бригада - 101-й полк специального назначения - 153-й полк - 112-й, 416-й, 800-й, 1419-й, 1421-й, 1423-й, 1425-й отдельные батальоны - 1417-й, 1418-й отдельные батальоны специального назначения - 100-й артиллерийский полк - 30-я дивизия Республиканской гвардии - 18-я механизированная бригада - 106-я механизированная бригада - 123-я бригада - 47-й пехотный полк - 102-й полк специального назначения - 147-й полк специального назначения 1-й армейский корпус - 5-я механизированная дивизия - 12-я бронетанковая бригада - 38-я бригада - 112-я механизированная бригада - 132-я механизированная бригада - 15-я лёгкая пехотная бригада - 175-й артиллерийский полк - 7-я механизированная дивизия - 121-я механизированная бригада - 78-я бронетанковая бригада - 90-я лёгкая пехотная бригада - 137-й артиллерийский полк - 9-я бронетанковая дивизия - 34-я бронетанковая бригада - 43-я бронетанковая бригада - 52-я бронетанковая бригада - 89-й артиллерийский полк - 15-я дивизия специального назначения - 35-й полк специального назначения - 127-й полк специального назначения - 404-й бронетанковый полк специального назначения - 176-й артиллерийский полк специального назначения - 405-й артиллерийский полк специального назначения | 2-й армейский корпус - 1-я бронетанковая дивизия - 57-я механизированная бригада - 58-я механизированная бригада - 68-я механизированная бригада - 61-я лёгкая пехотная бригада - 171-я бригада - 91-я бронетанковая бригада - 141-й артиллерийский полк - 10-я механизированная дивизия - 312-я бригада - 62-я механизированная бригада - 51-я бронетанковая бригада - Артиллерийский полк - 167-й отдельный противотанковый полк - 14-я дивизия специального назначения - 36-й полк специального назначения - 554-й полк специального назначения - 556-й полк специального назначения 3-й армейский корпус - 3-я бронетанковая дивизия - 21-я механизированная бригада - 65-я бронетанковая бригада - 81-я бригада специального назначения - 155-й артиллерийский полк - 8-я бронетанковая дивизия - 33-я бригада - 47-я бронетанковая бригада - 45-й полк - 11-я бронетанковая дивизия - 60-я бронетанковая бригада - 67-я бронетанковая бригада - 87-я механизированная бригада - 135-й артиллерийский полк - 18-я бронетанковая дивизия - 131-я бронетанковая бригада - 134-я бронетанковая бригада - 167-я бронетанковая бригада - 120-я механизированная бригада - 64-й артиллерийский полк - 17-я механизированная дивизия (резервная) - 137-я механизированная бригада (Дайр-эз-Заур) - 93-я бронетанковая бригада - Н-я бригада - 121-й артиллерийский полк 4-й добровольческий штурмовой корпус - 2-я дивизия - 144-я бригада - 826-й полк - 6-я пехотная дивизия - 85-я бригада - 45-й полк специального назначения 5-й добровольческий штурмовой корпус - 1-я бригада - 2-я бригада - 3-я бригада - 4-я бригада - 5-я бригада - 6-я бригада - 7-я бригада - 8-я бригада |

### 2025
- Республиканская гвардия[18]
- Береговая дивизия (Латакия)[19]
- Дамасская дивизия (Дамаск)[18]
- Идлибская дивизия (Идлиб)[18]
- 10-я дивизия (Катана)[18]
- 40-я дивизия (Даръа)[20]
- 42-я дивизия (Бадия)[19]
- 52-я дивизия (Хомс)[19]
- 54-я дивизия (Хама)[19]
- 60-я дивизия (Хама)[19]
- 62-я дивизия (Хама)[18]
- 64-я дивизия (Идлиб)[19]
- 66-я дивизия (Дейр-Эз-Зор)[21]
- 70-я дивизия (Дамаск)[19]
- 74-я дивизия (Хама)[18]
- 76-я дивизия (Алеппо)[19]
- 77-я дивизия (Дамаск)[19]
- 80-я дивизия (Алеппо)[18]
- 82-я дивизия (Хама)[18]
- 98-я бронетанковая дивизия[19]
- 103-я дивизия (Хомс)[18]
- 111-я дивизия[19]
- 118-я бронетанковая дивизия (Хомс)[22]
- 128-я дивизия[19]
- 400-я дивизия (Латакия)[19]
- Бригада «Зубайр бин аль-Аввам»[19]

## Вооружение и военная техника
Постоянные потери вооружения в ходе гражданской войны в Сирии резко сократили количество оставшихся единиц всех типов.
По состоянию на 2020 год, невозможно дать даже приблизительные оценки количества вооружения в войсках.
Ниже отображено примерное его количество до начала конфликта:
| Название                                 | Производство                   | Тип                                            | Количество           | Примечания |
| Танки                                    | Танки                          | Танки                                          | Танки                | Танки |
| ---------------------------------------- | ------------------------------ | ---------------------------------------------- | -------------------- | --- |
| Т-55А Т-55АМ Т-55АМВ Т-55МВ              | СССР                           | средний танк                                   | 2250                 | Истощение во время гражданской войны значительно сократило количество оборудования почти для всех типов 200 Т-55 модернизированы до уровня Т-55МВ на Украине в 1997 году. Остаются на вооружении по состоянию на 2019 год |
| Т-62 Т-62К Т-62М                         | СССР                           | средний танк                                   | 1000                 | Истощение во время гражданской войны значительно сократило количество оборудования почти для всех типов, остаются на вооружении по состоянию на 2019 год |
| Т-72 Т-72АВ Т-72Б Т-72Б3 Т-72М T-72M1    | СССР · Чехословакия · Словакия | основной боевой танк                           | 1500—1700            | Часть модернизирована, установлена навесная динамическая защита, как у Т-72АВ, и комплекс управляемого ракетного вооружения «Рефлекс». 122 танка было модернизировано итальянской компанией «Galileo Avionica», установлена СУО TURMS-T, динамическая защита и комплекс «Рефлекс». Остаются на вооружении по состоянию на 2019 год |
| Т-90А                                    | Россия                         | основной боевой танк                           | некоторое количество | В конце 2015 года появилась информация об использовании сирийской армией Т-90А, остаются на вооружении по состоянию на 2019 год. |
| Боевые машины пехоты                     |                                |                                                |                      | |
| Ejder 6x6                                | Турция                         | бронетранспортёр                               | н/д                  | Минобороны Сирии получило первую партию БТР Ejder 6x6 турецкого производства.. Бронированные машины были замечены на севере Сирии |
| БМП-1                                    | Чехословакия · СССР            | боевая машина пехоты                           | 2450                 | Истощение во время гражданской войны значительно сократило количество оборудования почти для всех типов, остаются на вооружении по состоянию на 2019 год |
| БМП-2                                    | СССР                           | боевая машина пехоты                           | 2450                 | Истощение во время гражданской войны значительно сократило количество оборудования почти для всех типов, остаются на вооружении по состоянию на 2019 год |
| Бронетранспортёры                        |                                |                                                |                      | |
| БТР-152                                  | СССР                           | бронетранспортёр                               | 500                  | Истощение во время гражданской войны значительно сократило количество оборудования почти для всех типов, некоторое количество остаются на вооружении по состоянию на 2019 год |
| БТР-50                                   | СССР                           | бронетранспортёр                               | 1000                 | Истощение во время гражданской войны значительно сократило количество оборудования почти для всех типов, некоторое количество остаются на вооружении по состоянию на 2019 год |
| БТР-60                                   | СССР                           | бронетранспортёр                               | 1000                 | Истощение во время гражданской войны значительно сократило количество оборудования почти для всех типов, некоторое количество остаются на вооружении по состоянию на 2019 год |
| БТР-70                                   | СССР                           | бронетранспортёр                               | 1000                 | Истощение во время гражданской войны значительно сократило количество оборудования почти для всех типов, некоторое количество остаются на вооружении по состоянию на 2019 год |
| OT-64C                                   | Чехословакия                   | бронетранспортёр                               | 300                  | В 1977—1979 годах из Чехословакии поставлено 300 OT-64C. |
| БТР-80                                   | Россия                         | бронетранспортёр                               | 30                   | 30 БТР-80 поставлено из России в период с декабря 2013 по март 2014 года. |
| БТР-82А                                  | Россия                         | бронетранспортёр                               | н.д.                 | Остаются на вооружении по состоянию на 2019 год. |
| Урал-4320-31                             | Россия                         | Бронеавтомобиль                                | 41                   | 41 Урал-4320-31 поставлено из России в период с декабря 2013 по март 2014 года. |
| Iveco LMV                                | Италия                         | Бронеавтомобиль                                | н.д.                 | Остаются на вооружении по состоянию на 2019 год |
| Разведывательные машины                  |                                |                                                |                      | |
| БРДМ-2                                   | СССР                           | БРДМ                                           | 590                  | Истощение во время гражданской войны значительно сократило количество оборудования почти для всех типов, остаются на вооружении по состоянию на 2019 год |
| Реактивные системы залпового огня        |                                |                                                |                      | |
| 9А52 «Смерч»                             | СССР                           | 300-мм РСЗО                                    | н.д.                 | Остаются на вооружении по состоянию на 2019 год |
| БМ-27 «Ураган»                           | СССР                           | 220-мм РСЗО                                    | н.д.                 | 36 единиц 9П140 поставлено из СССР в период с 1987 по 1988 годы, остаются на вооружении по состоянию на 2019 год. |
| БМ-14                                    | СССР                           | 140-мм РСЗО                                    | н.д.                 | Остаются на вооружении по состоянию на 2019 год |
| БМ-21 «Град»                             | СССР                           | 122-мм РСЗО                                    | 300                  | Остаются на вооружении по состоянию на 2019 год |
| БМ-11                                    | КНДР                           | 122-мм РСЗО                                    | 300                  | Остаются на вооружении по состоянию на 2019 год |
| Тип 63                                   | Китай                          | 107-мм РСЗО                                    | 200                  | Буксируемые, остаются на вооружении по состоянию на 2019 год |
| Самоходная артиллерия                    |                                |                                                |                      | |
| 2С3 «Акация»                             | СССР                           | 152-мм САУ                                     | 50                   | Остаются на вооружении по состоянию на 2019 год |
| 2С1 «Гвоздика»                           | СССР                           | 122-мм САУ                                     | 400                  | Остаются на вооружении по состоянию на 2019 год |
| Т-34/Д-30                                | Сирия                          | 122-мм САУ                                     | 50+                  | Истощение во время гражданской войны значительно сократило количество оборудования почти для всех типов. Произведены путём установки гаубицы Д-30 на танк Т-34-85 вместо демонтированной башни. Остаются на вооружении по состоянию на 2019 год                                                                                    |
| 2С9 «Нона-С»                             | СССР                           | 120-мм АСАУ                                    | н.д.                 | Остаются на вооружении по состоянию на 2019 год |
| Буксируемая и возимая полевая артиллерия |                                |                                                |                      | |
| С-23                                     | СССР                           | 180-мм пушка                                   | 10                   | Остаются на вооружении по состоянию на 2019 год |
| Д-20                                     | СССР                           | 152-мм пушка-гаубица                           | 70                   | Остаются на вооружении по состоянию на 2019 год |
| МЛ-20                                    | СССР                           | 152-мм гаубица-пушка                           | 70                   | Остаются на вооружении по состоянию на 2019 год |
| М-46                                     | СССР                           | 130-мм пушка                                   | 700—800              | Остаются на вооружении по состоянию на 2019 год |
| Д-30                                     | СССР                           | 122-мм гаубица                                 | 500                  | Истощение во время гражданской войны значительно сократило количество оборудования почти для всех типов, остаются на вооружении по состоянию на 2019 год |
| М-30                                     | СССР                           | 122-мм гаубица                                 | 150                  | Истощение во время гражданской войны значительно сократило количество оборудования почти для всех типов, остаются на вооружении по состоянию на 2019 год |
| М-240                                    | СССР                           | 240-мм миномёт                                 | до 10                | Остаются на вооружении по состоянию на 2019 год |
| М-160                                    | СССР                           | 160-мм миномёт                                 | ~100                 | Остаются на вооружении по состоянию на 2019 год |
| ПМ-43                                    | СССР                           | 120-мм миномёт                                 | ~400                 | Остаются на вооружении по состоянию на 2019 год |
| БМ-43                                    | СССР                           | 82-мм миномёт                                  | н.д.                 | Остаются на вооружении по состоянию на 2019 год |
| Противотанковые ракетные комплексы       |                                |                                                |                      | |
| 9П133                                    | СССР                           | самоходный ПТРК                                | 410                  | Противотанковый комплекс 9К14П «Малютка-П», остаются на вооружении по состоянию на 2019 год. |
| 9П148                                    | СССР                           | самоходный ПТРК                                | н.д.                 | Противотанковый комплекс 9К111-1 «Конкурс», остаются на вооружении по состоянию на 2019 год. |
| 9К111 «Фагот»                            | СССР                           | переносной ПТРК                                | 150                  | Остаются на вооружении по состоянию на 2019 год |
| 9К113 «Штурм-В»                          | СССР                           | авиационный ПТРК                               | 40                   | |
| 9К115М «Метис» 9К115-2 «Метис-М»         | Россия                         | переносной ПТРК                                | 500                  | Поставлены в 2000—2005 годах, остаются на вооружении по состоянию на 2019 год. |
| 9К116 «Кастет»                           | СССР                           | ПТРК                                           | 800                  | |
| 9К135 «Корнет»                           | Россия                         | переносной ПТРК                                | 1000                 | В 1999—2006 поставлено 2500 единиц, остаются на вооружении по состоянию на 2019 год. |
| «Милан»                                  | Франция                        | переносной ПТРК                                | 200                  | Остаются на вооружении по состоянию на 2019 год |
| РПГ-7                                    | СССР                           | РПГ                                            | некоторое количество | |
| РПГ-29                                   | СССР                           | РПГ                                            | некоторое количество | |
| Ракетные комплексы                       |                                |                                                |                      | |
| R-300                                    | СССР КНДР                      | оперативно-тактический ракетный комплекс       | 18                   | SS-1C Scud B, SS-1D Scud C, SS-1E Scud D, остаются на вооружении по состоянию на 2019 год |
| 9К52 «Луна-М»                            | СССР                           | оперативно-тактический ракетный комплекс       | 18                   | |
| 9K79 «Точка»                             | СССР                           | оперативно-тактический ракетный комплекс       | 18                   | Остаются на вооружении по состоянию на 2019 год |
| «Редут»                                  | СССР                           | береговой ракетный комплекс                    | 4                    | C ракетой П-35. |
| «Рубеж»                                  | СССР                           | береговой ракетный комплекс                    | 6                    | С ракетой П-15М «Термит-Р». |
| «Бастион-П»                              | Россия                         | береговой ракетный комплекс                    | 2                    | Поставлены в 2010—2011 годах вместе с 72 ракетами «Яхонт». |
| Системы ПВО                              |                                |                                                |                      | |
| 9К33 «Оса»                               | СССР                           | самоходный ЗРК ближнего действия               | 14                   | Истощение во время гражданской войны значительно сократило количество оборудования почти для всех типов, остаются на вооружении по состоянию на 2019 год |
| 9К31 «Стрела-1»                          | СССР                           | самоходный ЗРК ближнего действия               | 20                   | Истощение во время гражданской войны значительно сократило количество оборудования почти для всех типов |
| 9К35 «Стрела-10»                         | СССР                           | самоходный ЗРК ближнего действия               | 30                   | Истощение во время гражданской войны значительно сократило количество оборудования почти для всех типов, остаются на вооружении по состоянию на 2019 год |
| 9К37М1-2 «Бук-М1-2»9К317Э «Бук-М2Э»      | Россия                         | самоходный ЗРК средней дальности               | 208                  | Остаются на вооружении по состоянию на 2019 год |
| Тунгуска-М1                              | Россия                         | ЗРПК                                           | 6                    | Поставлены в 2008 году. |
| Панцирь-С1                               | Россия                         | ЗРПК                                           | 36                   | Поставлены в 2008—2012 годах, остаются на вооружении по состоянию на 2019 год. |
| Стрела-2                                 | СССР                           | ПЗРК                                           | 4000+                | Истощение во время гражданской войны значительно сократило количество оборудования почти для всех типов, на 2019 год нет подтверждения о нахождении в ВС |
| Стрела-3                                 | СССР                           | ПЗРК                                           | 100                  | Остаются на вооружении по состоянию на 2019 год |
| 9К38 «Игла» 9К388 «Игла-С»               | СССР                           | ПЗРК                                           | 200                  | Остаются на вооружении по состоянию на 2019 год |
| ЗСУ-57-2                                 | СССР                           | 57-мм ЗСУ                                      | н.д.                 | Истощение во время гражданской войны значительно сократило количество оборудования почти для всех типов, остаются на вооружении по состоянию на 2019 год. |
| С-60/2К12                                | Сирия                          | 57-мм ЗСУ                                      | н.д.                 | Произведены путём установки орудий С-60 на шасси от 2К12 «Куб», остаются на вооружении по состоянию на 2019 год. |
| ЗСУ-23-4 «Шилка»                         | СССР                           | 23-мм ЗСУ                                      | 400                  | Истощение во время гражданской войны значительно сократило количество оборудования почти для всех типов В 1972—1978 поставлено 400 единиц, остаются на вооружении по состоянию на 2019 год. |
| КС-19                                    | СССР                           | 100-мм зенитное орудие                         | 25                   | Остаются на вооружении по состоянию на 2019 год. |
| С-60                                     | СССР                           | 57-мм зенитная пушка                           | 600                  | Остаются на вооружении по состоянию на 2019 год. |
| 61-К                                     | СССР                           | 37-мм зенитная пушка                           | некоторое количество | Остаются на вооружении по состоянию на 2019 год. |
| ЗУ-23-2                                  | СССР                           | 23-мм спаренная зенитная установка             | 600                  | Остаются на вооружении по состоянию на 2019 год. |
| Инженерные и специальные машины          |                                |                                                |                      | |
| БРЭМ-1 на шасси Т-54                     | СССР                           | БРЭМ                                           | н.д.                 | Остаются на вооружении по состоянию на 2019 год |
| VT-55KS                                  | Чехословакия                   | Бронированная ремонтно-эвакуационная машина    | некоторое количество | |
| УР-77                                    | СССР                           | самоходная реактивная установка разминирования | н.д.                 | Остаются на вооружении по состоянию на 2019 год |
| МТУ                                      | СССР                           | танковый мостоукладчик                         | н.д.                 | Остаются на вооружении по состоянию на 2019 год |
| МТУ-20                                   | СССР                           | танковый мостоукладчик                         | н.д.                 | Остаются на вооружении по состоянию на 2019 год |
| Беспилотные летательные аппараты         |                                |                                                |                      | |
| Ababil                                   | Иран                           | беспилотный летательный аппарат                | некоторое количество | |
| Mohajer-3 Mohajer-4                      | Иран                           | беспилотный летательный аппарат                | некоторое количество | Остаются на вооружении по состоянию на 2019 год |
| Системы РЭБ                              |                                |                                                |                      | |
| Гроза-С                                  | Беларусь                       | Самоходная станция РЭБ                         | некоторое количество | Поставлены в 2018 год. |

### Ракетное оружие
На начало 1990-х годов Сирия располагала одним из самых крупных ракетных арсеналов среди стран «Третьего мира», пополнявшегося до этого времени исключительно поставленными из СССР системами «Луна-М» (70 км), «Точка» (120 км) и «Скад-Б» (300 км).
Однако после распада СССР выявилась тенденция на диверсификацию ракетного импорта. Было заключено соглашение с КНР о поставках в Сирию ракет М-9 (600 км) и М-600 дальностью действия от 250 до 300 километров.
В 1991—1992 гг. в Сирию были доставлены две партии ракет «Скад-С» (600 км) северокорейского производства. Существовали планы увеличения дальности ракет «Скад» за счёт уменьшения веса боеголовки и создания твердотопливных ракет средней дальности из иностранных компонентов. По некоторым данным, финансовую поддержку в создании ракетостроительной базы оказывал Иран.
| Название     | Дальность, км | Масса БЧ, кг | КВО, метров | Количество ПУ/БР |
| ------------ | ------------- | ------------ | ----------- | ---------------- |
| SS-1C Scud-В | 300           | 989          | 900         | 18/200           |
| SS-1D Scud-C | 550           | 700          | 2000        | 8/60+            |
| SS-1E Scud-D | 700/(1000, ?) | 400          | ??          | есть/есть        |
| SS-21 Scarab | 70            | 480          | 480         | 18 (36?)/200+    |
| FROG-7       | 65            | 420          | 700         | 18 (24?)/90+     |

В 2010—2011 гг. на вооружение армии в составе берегового комплекса Бастион поступили ПКР П-800 (вариант «Яхонт»), которые можно применять и по наземным целям. Нет данных о том, проводились ли специальные работы для максимально эффективного подобного применения; известно только, что дальность их стрельбы по сухопутным целям больше в 2—3 раза, чем по целям типа «корабль» (300 км — для «Яхонта»).
Различные образцы производятся в стране.

## Галерея

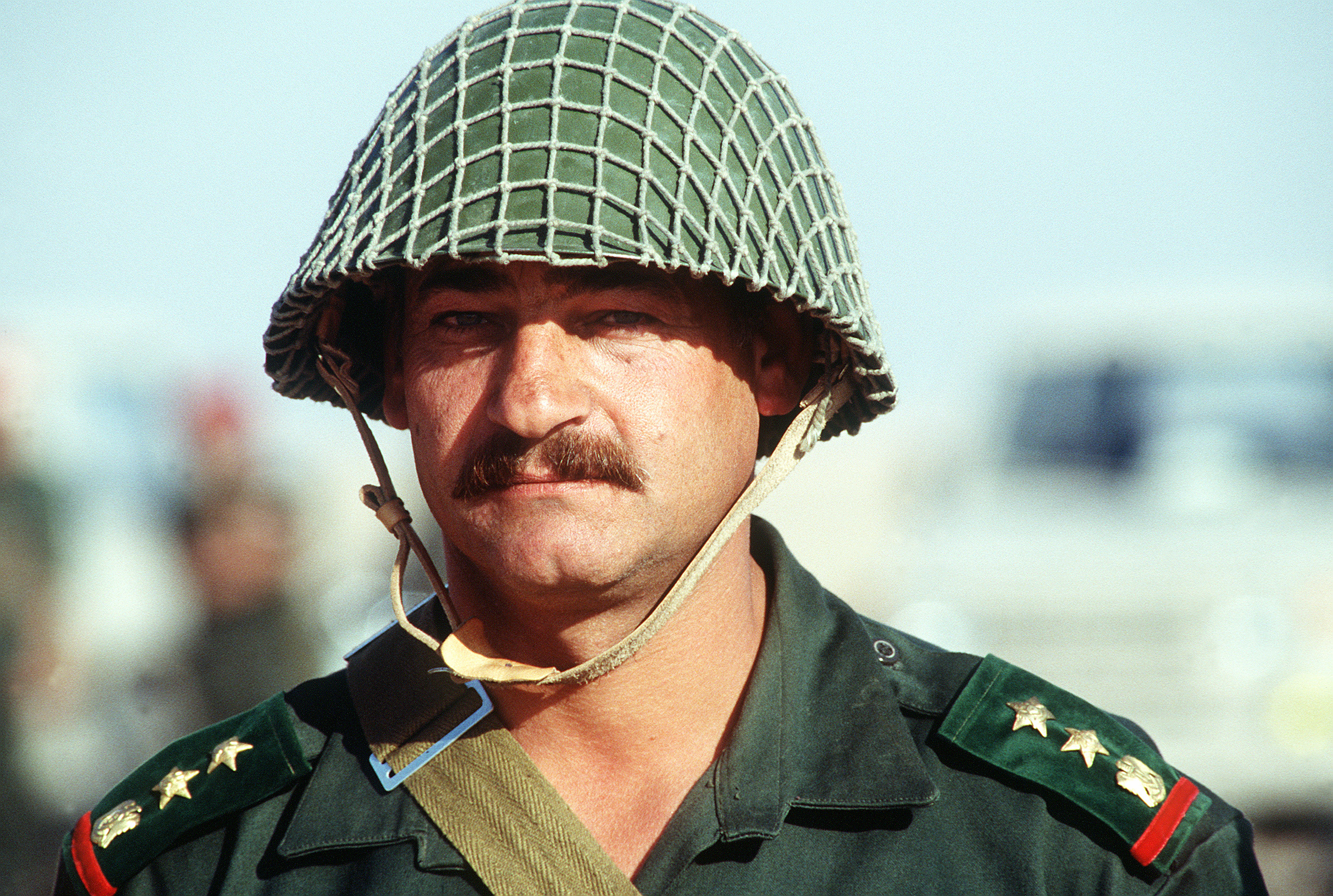
Сирийский полковник во время Первой войны в Персидском заливе
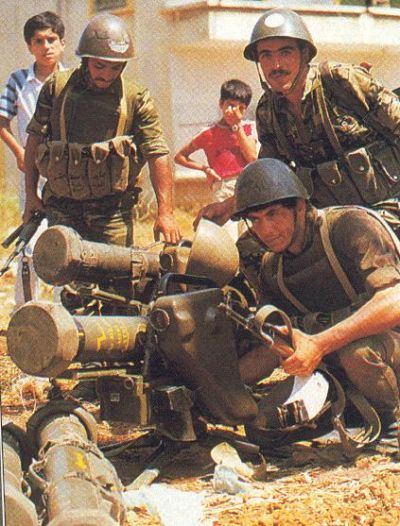
Сирийский противотанковый расчеты с ПТРК «Милан» во время войны в Ливане в 1982 году
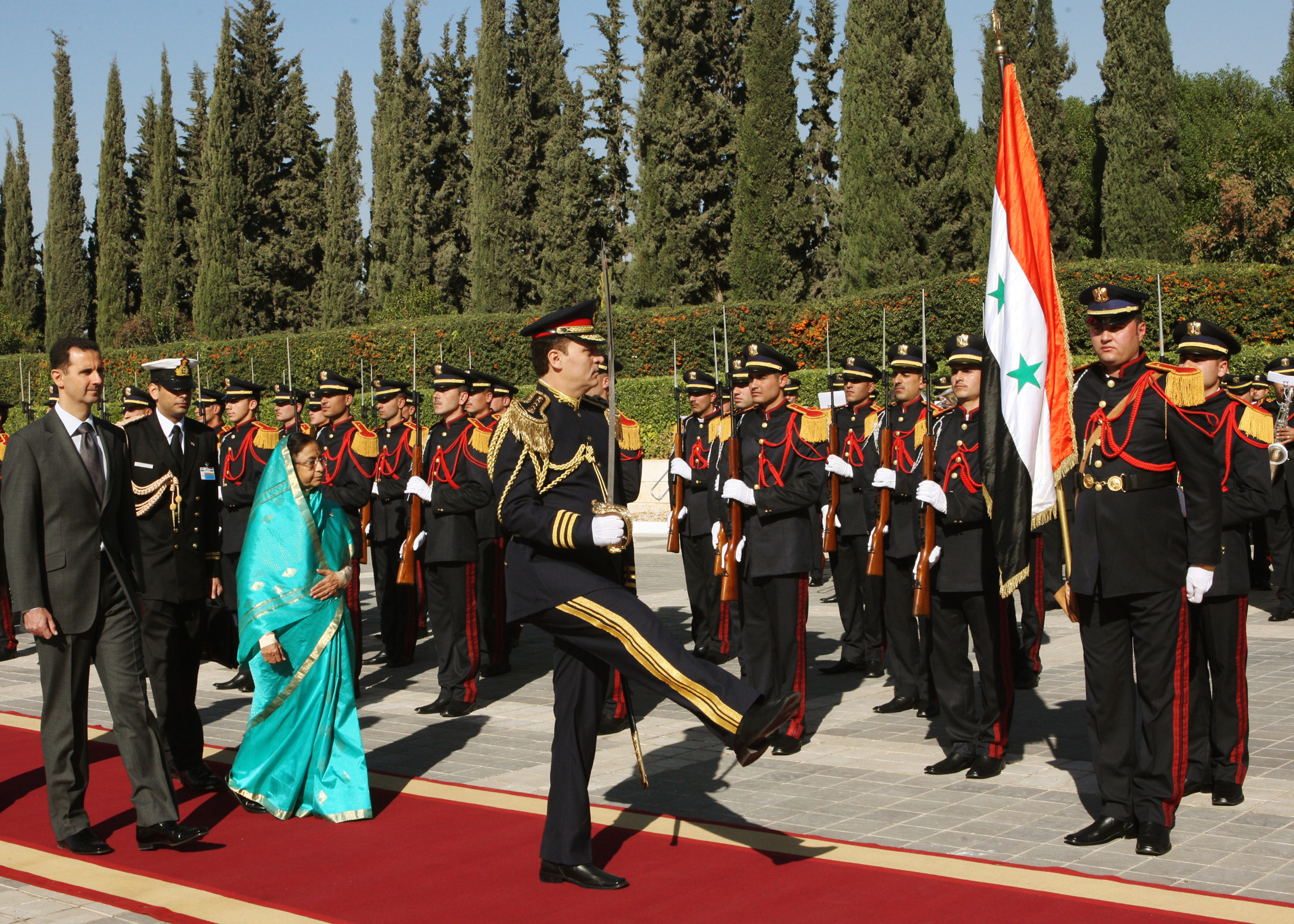
Почётный караул Сирийской арабской армии в 2010 году
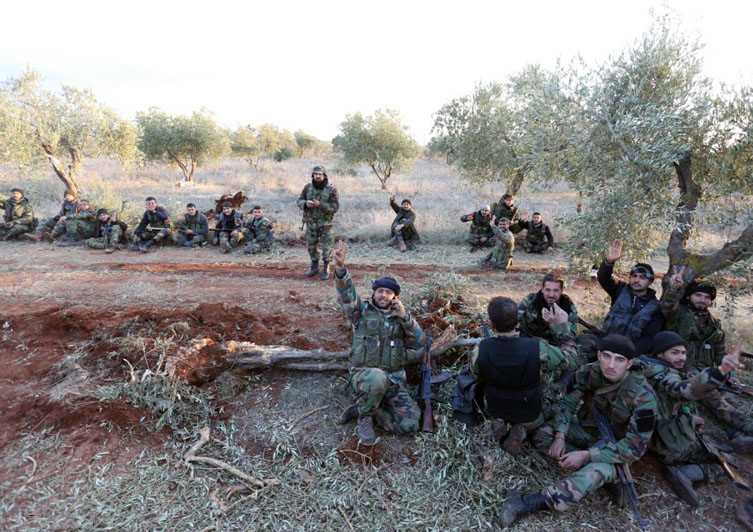
Сирийские солдаты в 2016 году
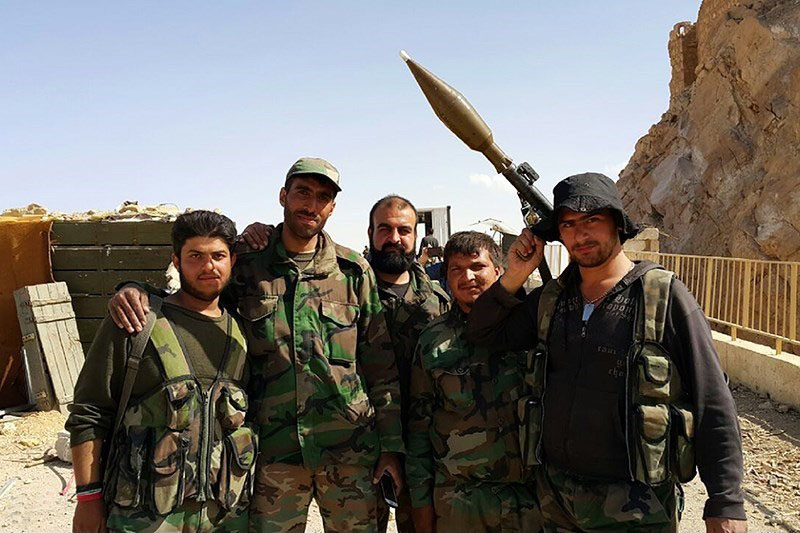
Сирийские солдаты в 2016 году
Сирийские артиллеристы в 2016 году
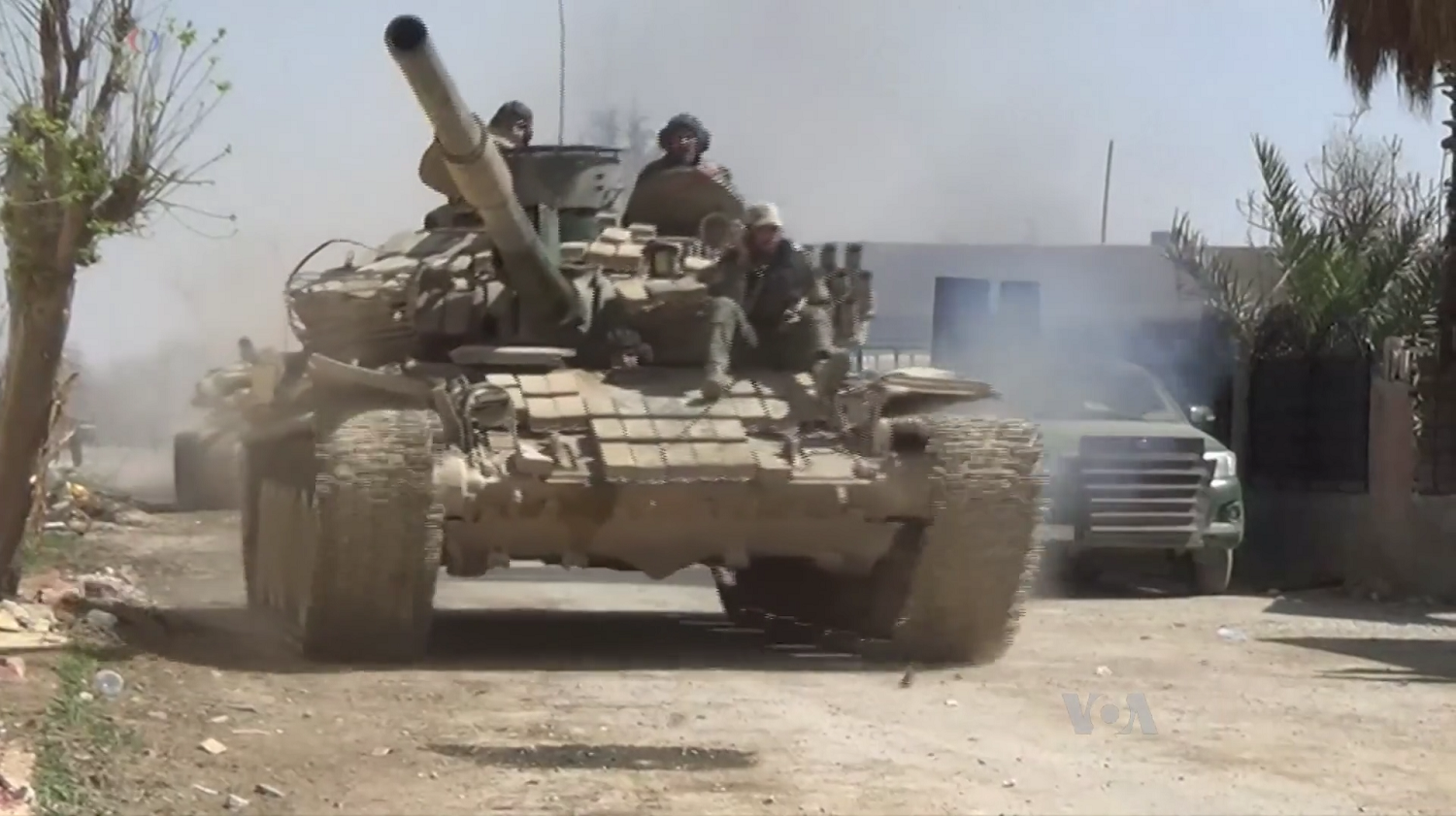
Сирийский танк во время боёв в Восточной Гуте в 2018 году